# 중랑공영차고지
중랑공영차고지(Jungnang Bus Garage)는 서울특별시 중랑구 신내역로 25 (신내동)에 있는 버스 차고지다.